# Папалазарова къща
Папалазаровата къща (на гръцки: Οικία Παπαλαζάρου) е къща в град Лерин, Гърция, обявена за паметник на културата.

## Местоположение
Къщата е разположена на кръстовището на улиците „Преспес“ и „Тагматархис Фуледакис“.

## История
Къщата е построена в 1929 година като двуфамилна къща с магазини на долния етаж за братя Папалазару.

## Архитектура
Сградата е двуетажна. Ъгловото разположение на парцела води до вариация на типологията на сградата близнак. Партерът е с магазини, подредени в редица по линията на застрояване. Стремежът към еднообразно третиране на двете симетрични фасади води до решението за изграждане на ниша над входа на улица „Преспес“, съответстваща на еднакворазмерния сводест прозорец на другата фасада, в която има статуя на Аполон с лира и следва модела на мраморната статуя на Аполон в двора на Атинската академия на улица „Панепистимио“, дело на скулптора Леонидас Дросис. Характерно е разширението на сградата на улица „Тагматархис Фуледакис“, с повторение на типа.